# Митяевка
Митяевка — река в России, протекает в Рыбновском районе Рязанской области. Левый приток Оки.

## География
Исток реки Митяевки расположен в лесах на северо-западе Рязанской области. Течёт на юг и впадает в Оку в неподалёку от посёлков Сельцы и Хворостово. Устье реки находится в 770 км по левому берегу реки Ока. Длина реки составляет 12 км.
По данным государственного водного реестра России относится к Окскому бассейновому округу, водохозяйственный участок реки — Ока от города Коломна до города Рязань, речной подбассейн реки — бассейны притоков Оки до впадения Мокши. Речной бассейн реки — Ока.
Система водного объекта: Ока → Волга → Каспийское море.

## Данные водного реестра
Код объекта в государственном водном реестре — 09010102012110000024725.